# PSR B1509−58
| PSR B1509-58 | PSR B1509-58                                                            |
| --- | ----------------------------------------------------------------------- |
| |                                                                         |
| Verursacht durch die Supernova MSH 15-52, Kompositaufnahme vom NASA/CXC/SAO (X-Ray)/NASA/JPL-Caltech (Infrared) |                                                                         |
| |                                                                         |
| Position (rot umrandet) im Sternbild Zirkel (weiße Fläche)                                                      |                                                                         |
| Äquinoktium: J2000.0, Epoche: J2000.0                                                                           |                                                                         |
| Sternbild | Circinus                                                                |
| Typ | Pulsarwind-Nebel (Plerion)                                              |
| Spektralklasse Zentralstern                                                                                     | Pulsar                                                                  |
| Rotationsrate des Pulsars                                                                                       | 0,1502 s                                                                |
| Rektaszension                                                                                                   | 15h 13m 55.52s                                                          |
| Deklination | -59° 08′ 08.8″                                                          |
| Zugehörigkeit                                                                                                   | Milchstraße                                                             |
| Entdeckung | 1982                                                                    |
| Distanz | ca. 5,2 ±1,4 kpc ca. 17 kLj                                             |
| Supernova |                                                                         |
| Typ | unbekannt                                                               |
| Maximale scheinbare Helligkeit (visuell)                                                                        | unbekannt                                                               |
| Zeitpunkt (visuell)                                                                                             | vor circa 1.700 Jahren                                                  |
| Datenbasis Referenz                                                                                             |                                                                         |
| SIMBAD | PSR B1509-58. In: SIMBAD. Centre de Données astronomiques de Strasbourg |

PSR B1509−58 ist ein Pulsar im Zirkel (Sternbild) ungefähr 17.000 Lichtjahre von der Erde entfernt, der im Jahr 1982 vom Einstein Observatorium entdeckt wurde. Der Pulsar besitzt nur einen Durchmesser von circa 19 Kilometern und befindet sich in einem von ihm erzeugten Pulsarwind-Nebel, der sich über 150 Lj erstreckt und der als Überrest der Supernova MSH 15−52 entstanden ist, die vor ungefähr 1.700 Jahren am Südhimmel sichtbar gewesen sein könnte (nicht sichtbar in der nördlichen Hemisphäre). Die Rotationsrate des Pulsars beträgt „fast 7 mal pro Sekunde“ (0,1502 s).
Die NASA beschreibt den Stern als „einen sich schnell drehenden Neutronenstern, der Energie um sich herum heraus schleudert, um faszinierende und komplexe Strukturen zu erzeugen, einschließlich ähnlich einer wie eine kosmische Hand aussehenden“. Diese Strukturen sind auch als „Hand of God (englisch)“ bekannt. Dieses Phänomen wird als Pareidolie bezeichnet.

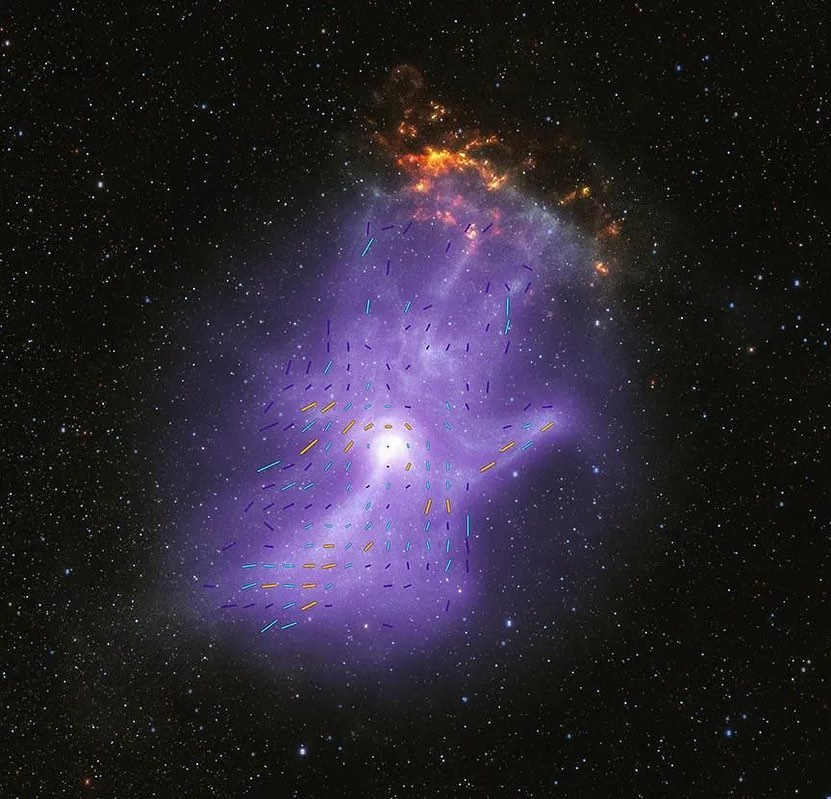
Falschfarbenaufnahme, bekannt als „Hand of God“, vom Chandra (Teleskop), in der schwachenergetische Röntgenstrahlen rot, mittlere grün und starke blau dargestellt werden. Der Pulsar (im Zentrum weiß) verursacht auch das rot dargestellte Leuchten im benachbarten Nebel RCW 89 am oberen Rand.

## Galerie
- Sequenz von Abbildungen im optischen, Röntgen, Radio und infraroten Bereich
- Tour PSR B1509−58.
- Ablauf von PSR B1509−58 Aufnahmen.
- Größenvergleich: PSR B1509−58 und Krebsnebel.